# Риддерська ТЕЦ
Риддерська ТЕЦ — теплова електростанція на сході Казахстану. До повернення місту Леніногорськ назви Риддер була відома як Леніногорська ТЕЦ.
Станцію, яка мала обслуговувати місто Леніногорськ і потреби Леніногорського поліметалічного комбінату, ввели в дію у 1956—1957 роках із обладнанням чеського виробництва — трьома паровими котлами Брненського заводу продуктивністю по 75 тонн пари на годину, трьома паровими турбінами Брненського заводу типу АТ-12 потужністю по 12 МВт та трьома генераторами Пльзенського заводу.
У 1958 році запустили дві турбіни виробництва Уральського турбомоторного заводу потужністю 5 МВт та 25 (за іншими даними — 30) МВт, при цьому в 1958 та 1959 роках додали два парові котли від Подольського котельного заводу продуктивністю по 110 тонн пари на годину. У 1971-му ввели ще один котел того ж виробника з показником у 120 тонн пари на годину.
У 1980-му почалась експлуатація водогрійного мазутного котла ПТВМ-100 продуктивністю 100 Гкал/год від Бійського котельного заводу, який розглядався як тимчасовий до запуску двох водогрійних котлів типу КВТК-100. Станом на 1983 рік на станцію вже надійшло 30 % обладнання для одного з котлів КВТК-100, проте з певних причин проєкт вирішили скасувати і з 1984-го фінансування за цим напрямом припинилось. Що стосується котла ПТВМ-100, то його наразі теж уже вивели з експлуатації (не раніше 1998 року).
У 1990-х роках через економічні негаразди та неправильну експлуатацію почались проблеми з обладнанням. У підсумку всі три турбіни чеського виробництва вийшли з ладу, а турбіна № 4 не могла працювати через порушення технологічної схеми станції. Влада намагалася залучити інвесторів і з 1997-го ТЕЦ належала американській корпорації AES, яка в 2002-му продала її Maverick Development Corporation (так само зареєстрована в США, проте кінцеві бенефіціари достеменно невідомі). Певних успіхів у стабілізації становища вдалось досягнути, так, у 2004 та 2008 роках запустили турбоагрегати № 1 і № 2 з турбінами від Калузького турбінного заводу ПТ-12/15-35/10М потужністю по 12 МВт. Анонсувалась подальша модернізація станції із заміною турбіни № 3 на більш потужну, проте ці плани так і не були реалізовані.
З 2018-го власником станції стала компанія «GREEN ENERGY Q». На початку опалювального сезону 2022 року на ТЕЦ сталась ціла серія аварій, що призвело до тривалої — понад місяць — відсутності опалення в місті, питання допомоги якому вийшло на загальнодержавний рівень. У підсумку в 2023-му власники передали компанію до комунального господарства міста. Того ж року правоохоронні органи оголосили, що підозрюють керівництво ТЕЦ у систематичному розкраданні коштів, які виділялись на ремонтні роботи.
Станом на 2022 рік за станцією і далі числилися 4 турбіні, проте фактично вона могла діяти лише двома найновішими турбінами 1 та 2.
Як паливо ТЕЦ споживає вугілля, зокрема постачене з розрізу Каражира (відкритий на території колишнього Семипалатинського ядерного полігону).
Видача продукції відбувається по ЛЕП, що працюють під напругою 35 кВ та 110 кВ.